# Pristimantis croceoinguinis
Pristimantis croceoinguinis é uma espécie de anfíbio  da família Craugastoridae.
Pode ser encontrada nos seguintes países: Colômbia, Equador, Peru e possivelmente em Brasil.
Os seus habitats naturais são: florestas subtropicais ou tropicais húmidas de baixa altitude.